# Miquel d'Efes
Miquel d'Efes o Miquel Efesi (en llatí Michael, en grec antic Μιχαήλ) fou arquebisbe d'Efes al segle xi.
Va escriure uns valuosos escolis sobre Aristòtil i especialment sobre la Metafísica. Anteriorment se l'identificava amb l'emperador Miquel VII Ducas Parapinaces, que va ser nomenat bisbe d'Efes el 1078 un temps després de la seva abdicació forçada. Alguns erudits pensen que els escolis podrien ser obra de Miquel Psel·los, que fou mestre de Miquel VII Ducas.

## Els comentaris: textos grecs
- A Refutacions sofístiques: Commentaria in Aristotelem Graeca II.3
- A Generació d'Animals: CAG XIV.3
- A Ètica a Nicòmac, llibres 9-10: CAG XX
- A Parva Naturalia: CAG XXII.1
- A Parts d'Animals, Movement of Animals, Progressió d'Animals: CAG XXII.2
- A Ètica a Nicòmac', llibre 5: CAG XXII.3